# Juan Evaristo
Juan Evaristo (20 de junho de 1902 - 8 de maio de 1978) foi um futebolista argentino que foi vice-campeão, pela Argentina, da Copa do Mundo de 1930, realizada no Uruguai.

## Carreira
Juan Evaristo fez parte do elenco medalha de prata, nos Jogos Olímpicos de 1928.